# گهراز
روستای گهراز یکی از روستاهای بخش خورش رستم، شهرستان خلخال، استان اردبیل است. این روستا در جنوبی‌ترین قسمت اردبیل دربخش خورش رستم شمالی واقع شده و دارای بیش از ۲۰۰ خانوار و قریب به ۲۰۰۰ نفر جمعیت بود. بیشتر اهالی این روستا از سادات هاشمی بوده و از مدینه به این محل کوچ نموده‌اند. نام گهراز برگرفته از کوه راز یا گاه راز که گاه گاه در این محل به لحاظ سادات بودن راز و نیاز و مناجات بیشتری مرسوم بوده و هست.
این روستا در سال ۱۳۶۹ در اثر زمین‌لرزهٔ رودبار و منجیل دچار رانش شده و از محل قدیمی خود، که چشم‌انداز بسیار زیبایی داشت، به محلی در نزدیکی شهر هشجین منتقل و امروزه به شهرک گهراز مشهور است.